# تفسیر موسیقی
تفسیر موسیقی (از کلاسیک تا دورهٔ معاصر) عنوان کتابی از موسیقی‌دان و موسیقی‌شناس ایرانی سعدی حسنی است. کتاب تاریخ موسیقی و تفسیر موسیقی سعدی حسنی، از نخستین کتاب‌هایی است که دوست‌داران موسیقی در ایران را با تاریخ و تفسیر موسیقی آشنا نمود.

## تاریخچه
کتاب تفسیر موسیقی در ۲ جلد، نخستین بار در سال ۱۳۳۱ و ۱۳۳۲ توسط «بنگاه مطبوعاتی صفی علیشاه» (انتشارات صفی علیشاه) منتشر شد. در سال ۱۳۵۰ هر دو جلد کتاب در ۱ مجلد بوسیلهٔ انتشاران صفی علیشاه به چاپ رسید و پس از آن بارها تجدید چاپ شد.

## نویسنده
سعدی حسنی (زادهٔ ۱ اردیبهشت ۱۳۰۲ – درگذشتهٔ ۲۶ آذر ۱۳۶۵ در هامبورگ، آلمان) پژوهشگر موسیقی و موسیقی‌شناس ایرانی بود. او در سال ۱۳۲۴ مدرک لیسانس خود را در رشته حقوق سیاسی از دانشگاه تهران دریافت کرد. وی در سال ۱۳۳۲ به اتریش مهاجرت نمود و موفق به اخذ دکترای حقوق از دانشکده علوم سیاسی وین شد. او همزمان با تحصیل علوم سیاسی در دانشکده علوم موسیقی وین، به تحصیل موسیقی غرب پرداخت. پس از پایان تحصیلات و بازگشت به ایران، نخستین مقالات خود را در مجلهٔ «سخن» به چاپ رساند و در سال ۱۳۳۳ مجموعه‌ای از نقدها و تفسیرهای او در کتابی با عنوان «هفت نغمه چنگ» منتشر شد. وی در زمانی که هیچ کتابی در زمینه شناخت موسیقی هنری غرب در اختیار مردم ایران قرار نداشت و آثار موسیقی کلاسیک کمیاب بود، سال‌ها در رادیو تهران به تفسیر آثار آهنگسازان بزرگ جهان همراه با نمونه‌هایی از آثار آنان همت گماشت. ۲ کتاب مهم او، کتاب «تاریخ موسیقی (از رمانتیسم تا دوره معاصر)» و کتاب «تفسیر موسیقی» هرکدام در ۲ جلد در سال‌های ابتدایی دههٔ ۱۳۳۰ توسط انتشارات صفی علیشاه تهران منتشر شد و تا چند دهه پس از انتشار، همچنان از مهم‌ترین منابع نوشتاری فارسی دربارهٔ موسیقی غرب بودند. در سال ۱۳۴۶ تالار رودکی تهران (تالار وحدت) گشوده شد و سعدی حسنی به عنوان نخستین مدیر عامل آن برگزیده شد. او در سال ۱۳۵۱ انجمن ژونس موزیکال ایران (جوانان دوستدار موسیقی) را بنا نهاد. این انجمن با همراهی بسیاری از نوازندگان، کنسرت‌های موسیقی کلاسیک ایران و غرب را در شهرهای مختلف اجرا نمود. وی همچنین از سال ۱۳۵۲ چهارمین دوره مجله موسیقی را با نام «نشریه انجمن ژونس موزیکال ایران» مدیریت و منتشر نمود. او پس از انقلاب ۱۳۵۷ ایران با دریافت حکم ممنوع‌الخروجی مواجه شد و در انزوا با سکته‌ای ناقص، بیمار شد. سرانجام با کمک دوستانش در اواخر سال ۱۳۶۲، اجازه خروج برای درمان به وی داده شد و برای معالجه راهی برلین شد و در ۲۶ آذر ۱۳۶۵ در هامبورگ آلمان درگذشت.

## مقدمه
سعدی حسنی در بخشی از مقدمهٔ کتاب تفسیر موسیقی، با عنوان «چند صفحه پیش از کتاب» نوشته‌است:
«آرزو داشتم هنرمندان ما برای شناساندن موسیقی به اهل ذوق و مطالعه، کتاب‌هایی بنویسند و وظیفه‌ای را که در پرورش روح و فکر ما به عهده دارند به تمام و کمال انجام دهند. اما کسانی که اطلاعی از موسیقی داشتند در پی موسیقی‌شناسی نرفتند و زمینه در روزهایی که ملت به آستانهٔ تحول بزرگی رسیده بود همچنان خالی ماند. از آنجا که هیچ پیروزی و پیشرفتی بدون مبانی فرهنگی پایدار نیست، نقص معلومات هنری شکاف عمیقی در سیر تحول ما ایجاد کرده بود و در آن میان عدم آشنایی به موسیقی مرا که از مردم آرزومند این کشورم نگران کرد زیرا معتقدم که موسیقی از لازم‌ترین عوامل پرورش روحی است و هم‌چنان‌که ریاضیات در تحکیم استدلال و منطق اثر دارد، موسیقی در توسعهٔ فکر و تصور مؤثر است.
رنج این آرزو مرا بر آن داشت که به جای موسیقی‌شناسان حرفه‌ای در رشته‌ای که فقط عنوان دوستدار دارم، تحقیق کنم و سرانجام از مجموع یادداشت‌های روزانه کتاب‌هایی بنویسم. هرچند که بهتر بود چنین کتاب‌هایی صد سال پیش تألیف می‌شد اما به‌سبب نبودن سابقه به طبع این مختصر مبادرت کردم.
من این کتاب را در درجهٔ اول برای کسانی که اطلاع کمی از موسیقی دارند تهیه کردم و انتظار دارم اهل موسیقی از سادگی آن خرده نگیرند. یقین است در زمانی که هر مطلب نویی بعد از سه چهار سال کهنه می‌شود به زودی کتاب‌های مهم‌تری در این زمینه انتشار خواهد یافت و کتاب «تفسیر موسیقی» در کنج کتابخانه از نظر پنهان خواهد شد. با این وصف صلاح دانستم در گام‌های نخست موسیقی نگاری شرکت کنم زیرا با ایمانی که به مقام هنر دارم این کتاب را سرسری تألیف نکردم و با این پایهٔ کوچک امیدوارم موسیقی‌شناسان آینده احتیاجی به نشر مقدمات نداشته و فرصتی برای تألیف کتاب‌های بزرگ موسیقی پیدا کنند…»

## محتوا
کتاب ۲ جلدی تفسیر موسیقی در غالب ۱ جلد در ۵۷۵ صفحه، شامل عناوین زیر است:

### جلد اول (آثاردورهٔ کلاسیک)
چند صفحه پیش از کتاب
مقدمه شامل: مختصری از کلیات موسیقی، سه عامل اصلی موسیقی، موسیقی آوازی، موسیقی سازی، تاریخچهٔ ارکستر و سازها، ارکستر سمفونیک، زیبایی در موسیقی
بخش نخستین: موسیقی آوازی در قرن ۱۶ و ۱۷
بخش دوم: موسیقی ایتالیا و فرانسه در قرن ۱۸
بخش سوم: موسیقی آلمان در نیمهٔ اول قرن ۱۸
بخش چهارم: اپرا در نیمهٔ دوم قرن ۱۸
بخش پنجم: آثار مکتب کلاسیک وین
بخش ششم: بتهوفن
بخش هفتم: موسیقی آلمان در نیمهٔ اول قرن ۱۹
بخش هشتم: موسیقی ایتالیا در نیمهٔ اول قرن ۱۹

### جلد دوم (ازرمانتیسیسمتادورهٔ معاصر)
بخش نخستین: پیشروان مکتب رمانتیک آلمان
بخش دوم: سه آهنگساز رمانتیک
بخش سوم: دورهٔ عظمت رمانتیسم
بخش چهارم: آثار موسیقی فرانسه در نیمهٔ دوم قرن ۱۹
بخش پنجم: دورهٔ عظمت اپرای ایتالیا
بخش ششم: مکتب موسیقی روسی
بخش هفتم: آهنگسازان رمانتیک ملی
بخش هشتم: موسیقی فرانسه در آغاز قرن بیستم
بخش نهم: مکتب موسیقی نوین آلمان
بخش دهم: آهنگسازان معاصر روسیه
بخش یازدهم: موسیقی نوین در کشورهای دیگر جهان
در انتهای کتاب نیز برخی از اصطلاحات موسیقی نگاشته شده‌است.